# Sandra Magnus
Sandra Hall Magnus (Belleville, 30 de outubro de 1964) é uma astronauta norte-americana.
Nascida no estado de Illinois, é formada em física e engenharia elétrica com doutorado em ciência de materiais pelo Instituto de Tecnologia da Geórgia. Nos anos 1980 trabalhou como engenheira e projetista de aeronaves invisíveis ao radar na empresa aeroespacial McDonnell Douglas.
Sandra entrou para o corpo de astronautas da NASA em 1996 e foi ao espaço pela primeira vez como especialista de missão da STS-112, da nave Atlantis, em outubro de 2002.
Sua segunda missão foi um estadia de longa duração na ISS, que começou em 15 de novembro de 2008, quando foi lançada de Cabo Canaveral junto com a tripulação da STS-126 Endeavour, para integrar, como engenheira de voo, a equipe da Expedição 18 da Estação Espacial Internacional, junto com o compatriota Michael Fincke e o cosmonauta russo Yuri Lonchakov.
Retornou à Terra em 28 de março de 2009, após 135 dias em órbita, junto à tripulação da STS-119 Discovery.
Em 8 de julho de 2011, em sua terceira viagem espacial, Magnus fez história ao ir ao espaço como especialista de missão da STS-135 Atlantis, último voo do programa do ônibus espacial norte-americano, iniciado em 1981 e encerrado trinta anos depois.